# Фиггис, Майк
Майк Фиггис (англ. Mike Figgis; род. 1948) — британский кинорежиссёр, сценарист, продюсер и композитор.

## Биография
Родился 28 февраля 1948 года в Карлайле, Англия, однако до 8 лет жил в Найроби в Кении. В юности Фиггис учился в музыкальной школе и играл в группе Брайана Ферри. В 1970-х годах Фиггис был музыкантом в группе The People Show Британского экспериментального театра. Работа Фиггиса в качестве режиссёра-постановщика телефильма «Дом» обратила на себя внимание продюсера Дэвида Путтнэма, который предложил ему написать сценарий. В результате в 1988 году вышел первый полнометражный фильм Фиггиса «Грозовой понедельник», ставший его дебютом в кино. Выход картины помог Фиггису получить приглашение в Голливуд, где он снял триллер «Внутреннее расследование» с Ричардом Гиром. Следующими фильмами были «Либестраум» (1991), «Мистер Джонс» (1993), где также играл Ричард Гир, и «Версия Браунинга» (1994).
В 1995 году вышла его картина «Покидая Лас-Вегас», получившая высокие оценки критиков и принесшая режиссёру номинацию на «Оскар». За роль в этом фильме Николас Кейдж получил «Оскар» как «лучший актёр», а Элизабет Шу была номинирована как «лучшая актриса». В 2002 году Фиггис выступил режиссёром одного из эпизодов киноальманаха Вима Вендерса «На десять минут старше».

## Фильмография
- 1984 — Дом / The House
- 1988 — Грозовой понедельник / Stormy Monday
- 1990 — Внутреннее расследование / Internal Affairs
- 1991 — Женщины и мужчины 2: В любви нет правил / Women & Men 2: In Love There Are No Rules
- 1991 — Либестраум / Liebestraum
- 1993 — Мистер Джонс / Mr. Jones
- 1994 — Версия Браунинга / The Browning Version
- 1995 — Покидая Лас-Вегас / Leaving Las Vegas
- 1997 — Flamenco Women / Flamenco Women
- 1997 — Свидание на одну ночь / One Night Stand
- 1999 — Потеря сексуальной невинности / The Loss of Sexual Innocence
- 1999 — Фрёкен Юлия / Miss Julie
- 2000 — Таймкод / Timecode
- 2001 — Отель / Hotel
- 2001 — The Battle of Orgreave / The Battle of Orgreave
- 2002 — На десять минут старше / Ten Minutes Older: The Cello Segment: About Time 2
- 2003 — The Blues / The Blues (2003) — Episode: Red, White, And Blues
- 2003 — Дьявольский особняк / Cold Creek Manor
- 2004 — Клан Сопрано / The Sopranos — Episode: Cold Cuts
- 2004 — Co/Ma / Co/Ma
- 2008 — Любовь живёт долго / Love Live Long
- 2013 — На грани сомнения / Suspension of Disbelief[1]